# Pinarayi
Pinarayi es una ciudad censal situada en el distrito de Kannur en el estado de Kerala (India). Su población es de 16801 habitantes (2011). Se encuentra a 15 km de Kannur y a 76 km de Kozhikode.

## Demografía
Según el censo de 2011 la población de Pinarayi era de 16801 habitantes, de los cuales 7786 eran hombres y 9015 eran mujeres. Pinarayi tiene una tasa media de alfabetización del 97,41%, superior a la media estatal del 94%: la alfabetización masculina es del 98,67%, y la alfabetización femenina del 96,34%.